# Тонлесап (река)
Тонлесап (на кхмерски: បឹងទន្លេសាប) е река в Камбоджа, десен (най-пълноводен) приток на Меконг. Дължина 112 km (заедно с езерото Тонлесап и реките Сангке и Сренг над 400 km), площ на водосборния басейн около 85 000 km². Река Тонлесап изтича от югоизточния ъгъл на езерото Тонлесап, разположено на 4 m н.в., тече в югоизточна посока през |Камбоджанската равнина и при столицата Пном Пен , на 1 m н.в. се влива отдясно в река Меконг. Основни притоци: леви – Сен (най-голям приток), Чинит; десни – Барбау, Треанг. По време на пълноводието на Меконг (май – септември) нивото на водата в реката се покачва до 10 m, тя нахлува нагоре по течението на река Тонлесап и се излива в езерото Тонлесап, което увеличава площта си 3 – 4 пъти. По време на сухия сезон (октомври – април) водите на езерото се оттичат по река Тонлесап обратно в Меконг, а в районите около езерото остава дебел слой плодородна тиня, в която се отглеждат 3 реколти ориз годишно. Среден годишен отток в устието около 800 m³/s. Река Тонлесап е плавателна по цялото си протежение. Долината ѝ е гъсто заселена, като най-големите селища са град Кампонг Чнанг и столицата Пном Пен в устието.